# Post hoc ergo propter hoc
Post hoc ergo propter hoc és una expressió llatina que vol dir «després d'això, per tant a conseqüència d'això». De vegades s'escurça per post hoc.
Post hoc és també anomenat correlació coincident o causa falsa; és un tipus de fal·làcia que afirma o assumeix que si un esdeveniment succeeix després d'un altre, el segon és conseqüència del primer. Aquest és un error particularment temptador, perquè la seqüència temporal és una cosa integral a la causalitat: és veritat que una causa es produeix abans d'un efecte. La fal·làcia ve de treure una conclusió basant-se només en l'ordre dels esdeveniments, la qual cosa no és un indicador fiable. És a dir, no sempre és veritat que el primer esdeveniment va produir el segon esdeveniment.
Post hoc és un exemple de la fal·làcia d'afirmació de la conseqüència. Pot expressar-se així:
- L'esdeveniment A succeeix abans que l'esdeveniment B.
- Per tant, A ha d'haver causat B.

Post hoc es relaciona també amb la fal·làcia de "correlació implica causalitat" o cum hoc ergo propter hoc.

## Exemples
Exemple:
1. El gall sempre canta abans de la sortida del sol.
2. Per tant, el cant del gall provoca que surti el sol.

Un altre exemple:
1. Les vendes de gelat augmenten molt en el mes juny.
2. Els accidents de trànsit augmenten molt el mes de juliol.
3. Per tant, que les vendes de gelat augmentin provoca que els cotxes tinguin més accidents.

Exemple:
1. Mahoma, Jesús i Joana d'Arc van veure Déu.
2. Mahoma, Jesús i Joana d'Arc van fer grans coses.
3. Tots els que vegin Déu faran grans coses.

Aquesta línia de raonament és la base per a moltes creences supersticioses i de pensament màgic.